# Polyvinylchloridová vlákna
Polyvinylchloridová vlákna (zvaná také chlorofibres, zkratka CLF) jsou kopolymery z vinylidenchloridu a vinylchloridu. Podle předpisů americké FTC musí CLF vlákna obsahovat nejméně 80 % vinylidenchloridu (-CH2-CCl2-).
První komerční výrobky přišly v roce 1941 na trh jako hrubý monofilament od firmy Dow Chemical pod jménem saran, které se běžně používá jako označení pro všechna CLF vlákna.
CLF vlákna se pak vyráběla v malých množstvích např. pod značkou Ixan, Diofan, Vinyon aj. Tento materiál má sice některé vynikající vlastnosti, např. hodnota hořlavosti může přesáhnout LOI 50, při teplotě nad 160 °C se však rozkládá.
Tato negativní vlastnost způsobuje často potíže při zvlákňování a zvýšené výrobní náklady. V 21. století dosahuje celosvětová produkce maximálně 10 000 tun ročně. Výroba těchto vláken má jen podřadný význam pro ekonomiku.

## Výroba
Vinylchlorid (acetylen a chlorovodík rozpuštěný ve směsi sirouhlíku a acetonu) se slučuje s 60 až 85 % vinyliden-chloridu na polyvinylchlorid. Z této výchozí látky se vyrábí zvlákňováním z taveniny monofilamenty i multifilamenty příp. ve formě stříže.

## Vlastnosti
Hustota je 1,35–1,42 g/cm3, navlhavost 0–0,2 %, pevnost za sucha 20–30 cN/tex, tažnost za sucha 10–25 %, teplota rozkladu 160–200 °C, má vysokou odolnost proti anorganickým kyselinám, náklonnost ke vzniku elektrostatického náboje a velmi dobré izolační vlastnosti.

## Použití
Příze z CLF vláken se dají výhodně použít na pletené spodní prádlo, ponožky a sportovní oděvy a technické textilie, např. tkané filtry.